# Samedi, dimanche et lundi
Pour plus de détails, voir Fiche technique et Distribution.
Samedi, dimanche et lundi (Sabato, domenica e lunedì) est un film italien réalisé par Lina Wertmüller, sorti en 1990.

## Fiche technique
- Titre original : Sabato, domenica e lunedì
- Titre français : Samedi, dimanche et lundi
- Réalisation : Lina Wertmüller
- Scénario : Lina Wertmüller et Raffaele La Capria d'après la pièce d'Eduardo De Filippo
- Pays d'origine :  Italie
- Format : Couleurs - Mono
- Genre : Comédie
- Durée[1] : 
  - 119 minutes (version cinéma)
  - 180 minutes (version télé)
- Dates de sortie : 
  - États-Unis : 12 octobre 1990 (Festival international du film de Chicago)
  - Italie : 9 novembre 1990
  - Canada : 8 septembre 1991 (Festival international du film de Toronto)
  - Allemagne : 11 janvier 1992

## Distribution
- Sophia Loren : Rosa Priore
- Luca De Filippo : Don Peppino Priore
- Luciano De Crescenzo : Luigi Iannello
- Alessandra Mussolini : Giulianella
- Jérôme Anger : Roberto
- Isabelle Illiers : Carolina
- Anne-Marie Philipe : Elena
- Enzo Cannavale : Don Antonio
- Pupella Maggio : Zia Memé
- Isa Danieli : Ausilia